# Вандышев, Сергей Иванович
Серге́й Ива́нович Ва́ндышев (5 июля 1919 года — 4 марта 1996 года) — советский лётчик-штурмовик, гвардии майор, Герой России (1994).

## Биография
Сергей Иванович Вандышев родился в городе Рузаевка Республика Мордовия в семье служащего. После окончания неполной средней школы он поступает в Карагандинский аэроклуб. В 1939 году поступает в Оренбургское военное лётное училище. В 1942 году с отличием заканчивает училище, на базе которого создаётся 808-й (позже переименованный в 93-й гвардейский) штурмовой авиационный полк 5-й гвардейской штурмовой авиадивизии 17-й воздушной армии, направленный под Сталинград.
В июле 1944 года во время попыток контрнаступления немцев на Сандомирском плацдарме эскадрилья штурмовиков под командованием гвардии майора Вандышева получила приказ уничтожить крупный склад боеприпасов противника. При возвращении домой после успешного выполнения задания самолёт Вандышева был сбит. Лётчик был вынужден приземлиться на территории врага. Будучи тяжело раненым, он был взят в плен, из которого совершил побег вместе с другими пленными, подняв восстание и угнав самолёт 22 апреля 1945 года.
После плена С. Вандышев вернулся в свою часть, снова был назначен командиром эскадрильи 93-го гвардейского штурмового авиационного полка 5-й гвардейской штурмовой авиационной дивизии 1-го гвардейского смешанного авиационного корпуса 17-й воздушной армии. Всего, за время боевых действий он совершил 158 боевых вылетов, уничтожил 23 танка, 59 орудий, участвовал в 52 воздушных сражениях. Сбил лично 3 и в группе 2 самолёта противника.
Дважды представлялся к званию Героя Советского Союза.
После войны Сергей Вандышев служил заместителем командира полка 51-й гвардейской авиационной дивизии. В 1946 году демобилизовался. Летом 1948 года был арестован и в декабре 1949 осуждён на 15 лет лагерей с поражением в правах на пять лет, с конфискацией имущества и лишением воинского звания по обвинению в измене Родине (якобы, находясь в плену, выдал гитлеровцам секретные военные сведения). Сам он отрицал эти обвинения и неоднократно обращался с жалобами на неправосудный приговор. Работал в шахтах Воркуты. 3 декабря 1954 года Пленум Верховного суда СССР вынес постановление о прекращении дела Вандышева «за недоказанностью обвинения», и 25 января 1955 года он вышел на свободу.
Жил в г. Электросталь, затем в Уфе. В 1971 году Сергей Иванович переехал в Улан-Удэ, работал в жилищно-коммунальном хозяйстве. С 1979 года — на пенсии.
Умер в 1996 году, похоронен в Улан-Удэ на мемориальном кладбище «Память».

## Награды и звания
- Герой Российской Федерации (6 мая 1994) — за мужество и героизм, проявленные в борьбе с немецко-фашистскими захватчиками в годы Великой Отечественной войне 1941-1945 годов
- 2 ордена Боевого Красного Знамени
- 2 ордена Отечественной войны
- орден Александра Невского
- Медаль «За оборону Сталинграда»
- Медаль «За взятие Берлина»
- Медаль «За освобождение Праги»
- Почётный гражданин Улан-Удэ[1].

## Память
- В г. Рузаевка на здании Гимназии № 1 установлена мемориальная доска о том, что с 1927 по 1935 год в школе учился Вандышев Сергей Иванович, Герой России. В музее гимназии имеется экспозиция о герое. В г. Улан-Удэ на доме по адресу: ул. Бабушкина, 23, установлена мемориальная доска о том, что в этом доме проживал С. И. Вандышев.[значимость факта?]